# Mooi was die tijd (single)
Mooi was die tijd is een single van de Nederlandse zangeres Corry Konings uit 1990. Het stond in hetzelfde jaar als zesde track op het album Leven en laten leven.

## Achtergrond
Mooi was die tijd is geschreven door Nick Munro en Cornelis de Vries en geproduceerd door Bert Schouten. Het is een bewerking van het lied Schön war die Zeit van Roger Whittaker uit hetzelfde jaar. De bewerking door De Vries, de toenmalige partner van Konings, is geen directe vertaling; de tekst is door De Vries op veel plekken veranderd. In het levenslied blikt de liedverteller terug op een onbezorgde verliefdheid in haar jeugd. Het is een van Konings' meest succesvolle liedjes en droeg bij aan de platina status van het album waar het nummer op stond. De B-kant van de single is Piña Colada, een cover van het gelijknamige Duitstalige lied van de band Wind uit 1989. Het stond als veertiende track op Leven en laten leven.
De titel van het lied is ook naamgever voor verschillende andere vormen van media van de zangeres. In 1994 kwam het verzamelalbum 25 Jaar - Mooi was die tijd uit, met alle grootste hits van de zangeres. Schrijver Evert Santegoeds schreef in 2009 de biografie van de zangeres met dezelfde titel als het lied.

## Hitnoteringen
De zangeres had groot succes met het lied in de Nederlandse hitlijsten. Het kwam tot de tweede plaats van de Nationale Top 100 en stond 22 weken in deze hitlijst. In de twintig weken dat het in de Top 40 te vinden was, kwam het tot de vierde plaats. Het was in de tien jaar voordat de single werd uitgebracht, niet voorgekomen dat een Nederlandstalig lied zo lang in de Top 40 stond. Het brak echter niet het record van Huilen is voor jou te laat, de successingle van de zangeres die maar liefst 43 jaar lang de meest succesvolle Nederlandstalige single in de Top 40 was totdat Ik neem je mee van Gers Pardoel deze positie in 2012 overnam.